# Maseru Brothers
El Maseru Brothers es un equipo de fútbol de Lesoto que juega en la Tercera División de Lesoto, la tercera liga de fútbol en importancia en el país.

## Historia
Fue fundado en el año 1970 en la capital Maseru con el nombre Maseru United, nombre que cambiaron en 1980 por el actual. Fue el equipo campeón de la temporada inaugural de la Primera División de Lesoto en 1970 y desde ahí, han sido campeones de la máxima categoría en 3 ocasiones. También han sido campeones de copa en 4 ocasiones.
A nivel internacional han participado en 4 torneos continentales, en donde su mejor participación ha sido en la Recopa Africana 1979, en la cual avanzaron hasta la segunda ronda.

## Palmarés
- Primera División de Lesoto: 3

1970, 1976, 1981
- Copa de Lesoto: 4

1978, 1981, 1982, 1995

## Participación en competiciones de la CAF
| Temporada | Torneo                            | Ronda      | Club                  | Casa | Visita | Global  |
| --------- | --------------------------------- | ---------- | --------------------- | ---- | ------ | ------- |
| 1971      | Copa Africana de Clubes Campeones | 1          | MMM Tamatave          | 1-2  | 2-3    | 3-5     |
| 1977      | Copa Africana de Clubes Campeones | 1          | Mufulira Wanderers FC | 2-2  | 1-1    | 3-3 (a) |
| 1979      | Recopa Africana                   | 1          | Notwane FC            | 2-1  | 4-5    | 6-6 (a) |
| 1979      | Recopa Africana                   | 2          | AS Sotema             | 0-1  | 1-4    | 1-5     |
| 1982      | Copa Africana de Clubes Campeones | Preliminar | Mhlume Peacemakers    | 2-2  | 0-1    | 2-3     |